# Galva (Kansas)
Galva – miasto w Stanach Zjednoczonych, w stanie Kansas, w hrabstwie McPherson.